# Црква Вазнесења Господњег у Араповцу
Црква Вазнесења Господњег у Араповцу, насељеном месту на територији Градске општине Лазаревац, подигнута је 2011. године и припада Епархији шумадијској Српске православне цркве.